# Der Staatsanwalt hat das Wort: Die Zechtour
Die Zechtour ist ein deutscher Kriminalfilm aus dem Jahr 1977. Er erschien als 52. Folge der Reihe Der Staatsanwalt hat das Wort. In der Hauptrolle ist Dirk Nawrocki zu sehen.

## Handlung
Wolfgang Schenk ist 17 Jahre alt, lebt in einer Kleinstadt und hat vor einem Jahr seine Ausbildung zum Schlosser begonnen. In seinem Beruf schlägt er sich mehr schlecht als recht durch, da er die ständig andauernden Zurechtweisungen seines Lehrmeisters Gottschalk erdulden muss. Auch privat läuft es nicht rund für Wolfgang. Seine Eltern sind seit kurzem geschieden und seine Mutter ist mit der Erziehung seiner beiden jüngeren Geschwister überfordert. Auch die Beziehung zu seiner Freundin Elvira kriselt. Geborgenheit und Zuwendung findet Wolfgang lediglich bei seinen zwei besten Freunden Blaffer und Kante. Mit ihnen zieht Wolfgang des Öfteren nachts um die Häuser, was wiederum seiner Mutter, seiner Freundin und seinem Lehrmeister schon seit längerer Zeit ein Dorn im Auge ist.
Eines Tages treffen sich die drei Jugendlichen nach Feierabend erneut in ihrer Stammkneipe. Nachdem alle drei stark alkoholisiert sind und es zu Streitigkeiten mit anderen Gästen kommt, wirft der Gastwirt sie alle drei aus dem Lokal. Wolfgang hat schon länger ein Auge auf die hübsche Kellnerin Steffi geworfen, doch seine Annäherungsversuche schlägt sie aus, da sie schon einen festen Freund hat. Da sie Dienstschluss hat, lässt sie sich von Wolfgang, Blaffer und Kante überreden, sie zu begleiten. Alle drei fahren mit ihren Mopeds los, wobei Wolfgang nun Steffi auf seinem Moped mitnimmt. Auf ihrer nächtlichen Kneipentour richten sie allerlei Unheil an, zunächst zum Widerwillen von Steffi. Sie brechen in eine Gartenlaube ein, stehlen Blumen und fahren auf dem Straßenrand stehende Mülltonnen um. Als sie mit ihren Mopeds ein Wettrennen mitten auf der Straße machen, kommt es zu einem folgenschweren Unfall. Wolfgang rammt ein auf einem Parkplatz stehendes Auto und stürzt. Er selbst hat nur leichte Verletzungen, doch Steffi ist offenbar schwer verletzt. In ihrer Panik ergreifen die drei die Flucht und lassen Steffi bewusstlos am Straßenrand liegen. Steffi wird mit schweren inneren Verletzungen ins Krankenhaus gebracht und stirbt nur wenige Stunden später. Am nächsten Morgen bietet sich dem Hauptwachtmeister Schulz in der Kleinstadt ein Bild der Verwüstung. Wolfgang, den nun sein schlechtes Gewissen plagt, stellt sich der Volkspolizei und erzählt ihnen, dass er und seine zwei besten Freunde den Verkehrsunfall und die innerstädtischen Verwüstungen verursacht haben. Die anschließende Blutprobeentnahme bei Wolfgang ergibt einen Wert von 1,9 Promille.
Wolfgang wird später juristisch zur Rechenschaft gezogen und schließlich wegen fahrlässiger Tötung zu zweieinhalb Jahren Haft verurteilt. Seine zwei Freunde Blaffer und Kante hingegen werden jeweils zu Bewährungsstrafen verurteilt.

## Hintergrund
Die Erstausstrahlung des Films erfolgte am 2. August 1977 zur Hauptsendezeit im 1. Programm des DDR-Fernsehens. Nach der Wende wurde der Film noch mehrmals im Fernsehen wiederholt.